# Kafr Oweid
Kafr Oweid (tiếng Ả Rập: كفر عويد) là một ngôi làng Syria nằm ở Kafr Nabl Nahiyah ở huyện Maarrat al-Nu'man, Idlib. Theo Cục Thống kê Trung ương Syria (CBS), Kafr Oweid có dân số 6932 trong cuộc điều tra dân số năm 2004.